# شيلاجيت

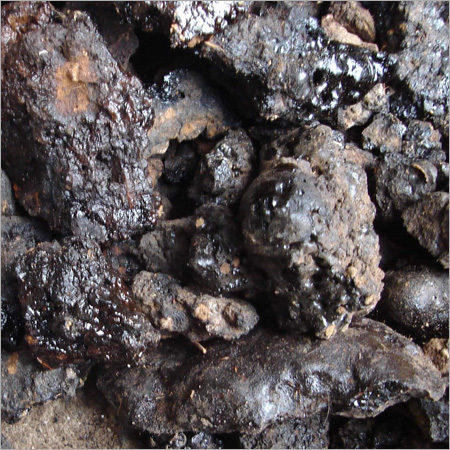
الشيلاجيت اليمني غالبًا ما يكون لونه أسود بني وهو النباتات المتحللة التي تتكون في الصخور المعرضة للشمس في جبال الهملايا.

الشيلاجيت (بالسنسكريتية: शिलाजीत) أو السلاجيت (بالأردية: سلاجيت) أو عشبة المومياء مسحوق بني مسود أو نُضاحة من الصخور الجبلية العالية ويعد من أفضل المكملات الغذائية وغالبًا ما يوجد في جبال الهملايا وقراقرم ونيبال وبوتان وحي جيردا في (بولدهانا، مهاراشترا، الهند) وروسيا ومنغوليا وفي شمال تشيلي، حيث يطلق عليها سلاجيت الأنديز. وعلى الرغم من استخدام شيلاجيت في الطب الهندي التقليدي، يحتاج للمزيد من الأبحاث لإثبات فعاليته.
استُخرج الشيلاجيت من أعلى مصدر في العالم من جبال الهملايا من ارتفاع يزيد عن 5000 متر ويعد أفضل مكمل غذائي وهو النباتات المتحللة عبر ملايين السنوات تحتوي على حمض الفولفيك وحمض الهيوميك ويحتوي على ٨٥٪ معادن يدخل على الخلايا ويعمل على تجديدها وينظفها من السموم ويزودها بالمعادن والفيتامينات ويعمل على تقليل نسبة السكر في الدم وزيادة الرغبة الجنسية لدى الرجال والنساء ويحارب الشيخوخة ويزيد مناعة الجسم.
يحتوي الشيلاجيت على: المعادن Ca ، K ، Mg ، Na ، Fe ، Cr ، Rb ، Ba ، Al ، Cs ، Ph ، Zn وغيرها؛ ويحتوي الشيلاجيت على أكثر من 10 أحماض أمينية. يساعد في علاج داء الزهايمر، حيث يمنع الشيلاجيت تقدم المرض بسبب محتواه من مركب مضاد للأكسدة يدعى حمض الفولفيك والذي يمنع تراكم بروتين (Tau) وهو البروتين المسؤول عن حدوث أذية الخلايا الدماغية في داء الزهايمر.
يزيد من مستويات التستوستيرون عند الرجال مما يعزز الرغبة الجنسية ويمنع تساقط الشعر وفقدان الكتلة العضلية لديهم.
بسبب غنى الشيلاجيت بمعدن الحديد فهو يساعد في علاج فقر الدم، مما يساعد في رفع مستويات الحديد في الدم. يزيد الخصوبة عند الرجال بسبب زيادة كمية النطاف لديهم وزيادة قدرتها على الحركة ويزيد من الحيوانات المنوية بنسبة 55% خلال 3 أشهر.

## التأثير
الكلمة الإنجليزية شيلاجيت هي تعديل صوتي لكلمة "śilājt" (بالهندية: शिलाजीत) والتي تعود بدورها إلى (بالسنسكريتية: शिलाजतु)، "śilājatu". المعنى الحرفي للكلمة السنسكريتية هو «جبل القطران»، المقطع الأول (शिला (ilā يعني «متعلق أو له خصائص صخرة أو جبل» والمقطع الثاني (जातु (jatu) يشير إلى «صمغ، أو مادة غروية؛ أي مادة قطرانية».[بحاجة لمصدر]

## المحميات الطبيعية
توجد رواسب الشيلاجيت في العديد من مناطق العالم: في القوقاز وآسيا الوسطى وروسيا والهند ومنغوليا وإيران والجزيرة العربية وإندونيسيا وأستراليا وبورما وأمريكا الجنوبية والصين ونيبال وأفغانستان وباكستان ودول شمال شرق إفريقيا. أظهرت دراسات القسم الجيولوجي المركزي أن رواسب الشيلاجيت نادرة جدًا مع وجود جغرافيا واسعة لموقعها واحتياطيات المواد الخام فيها محدودة. يمتلك الشيلاجيت القدرة على إعادة البناء، لكن مدتها تراوح من 200 إلى 300 سنة أو أكثر.

## الخصائص الفيزيائية والكيميائية

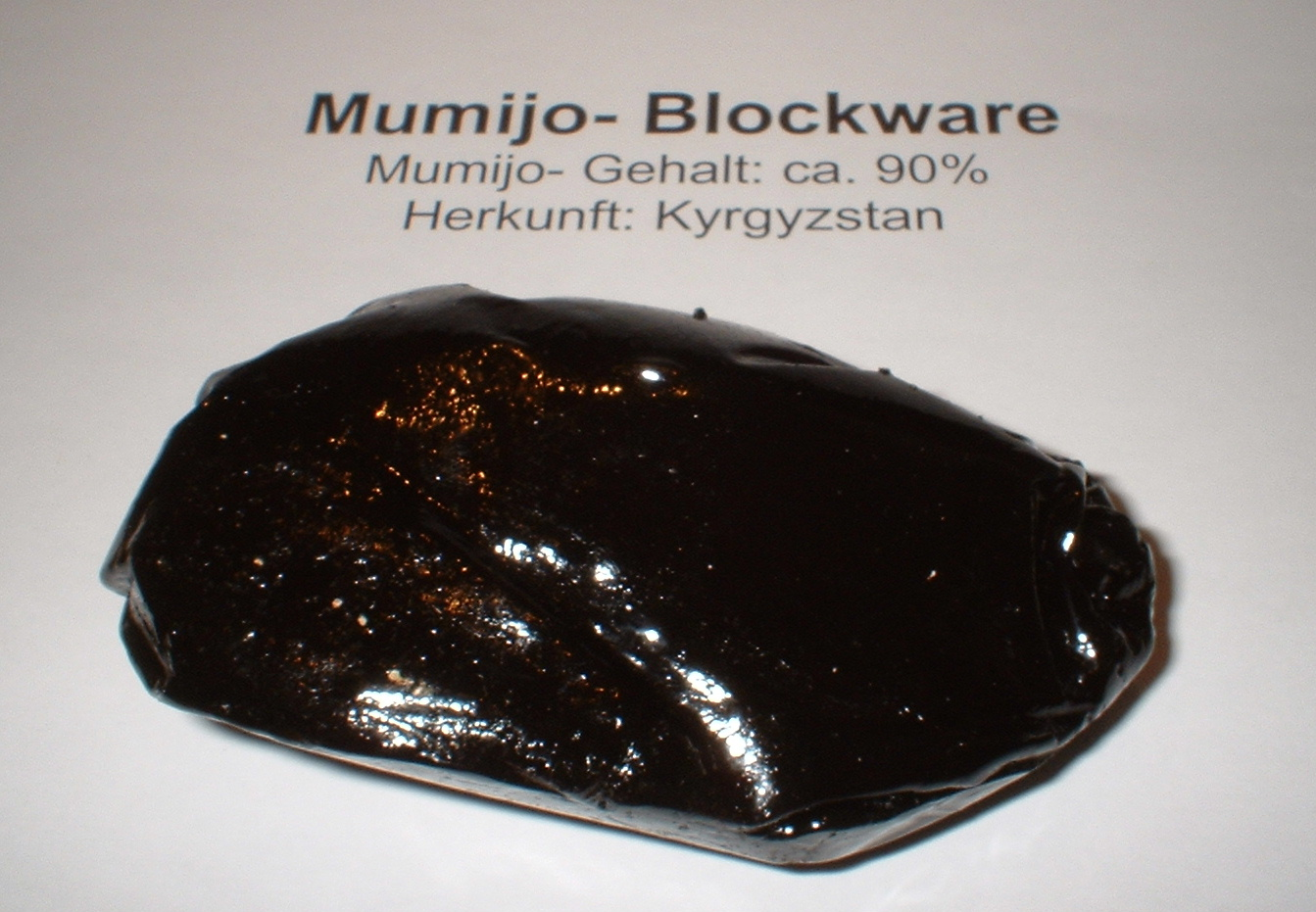
شيلاجيت منقى بنسبة 90%

بعد تنقية الشيلاجيت من الشوائب واستخراجه يكون كتلة متجانسة من الأصفر الداكن أو البني الداكن أو الأسود (أحيانًا تكون هناك ظلال من الأحمر والأبيض والأزرق) واتساق مرن، مع سطح لامع ورائحة عطرية غريبة وطعم مر. الثقل النوعي - 2-2.6 جم / سم مكعب؛ نقطة الانصهار - +81 درجة مئوية؛ الرقم الهيدروجيني لمحلول 0.5٪ هو 6.7-77؛ أثناء التخزين يرتفع إلى 7.5. أثناء التخزين، يتصلب الشيلاجيت تدريجيًا (تصبح صخرية) بسبب فقدان الرطوبة. قابل للذوبان في الماء بسهولة (1/8)، قابل للذوبان بشكل طفيف جدًا في 95٪ كحول (1/4500) والأثير (1/7000)، غير قابل للذوبان عمليًا في الكلوروفورم. يحتوي الشيلاجيت على معادن (كالسيوم، منغنيز، صوديوم، حديد، كروميوم، رصاص، إلخ) ومعادن عضوية (هيدروكربونات برافينية صلبة، كربوهيدرات، أحماض أمينية، شمع، أحماض دهنية، إلخ.)
الموميدات هي مجموعة من التكوينات الطبيعية التي تشبه الشيلاجيت في المظهر. تضم المجموعة الأوزوكريت والملح الصخري والراتنجات واللثة النباتية المتحجرة والشمع الجبلي والزيوت البيضاء والحجرية والجبلية وشيلاجيت أنتاركتيكا واللوفور (المرادفات - موميويدات ومواد تشبه المومياء ومنتجات تشبه المومياء وموميويدات وموليويد).
يحتوي الشيلاجيت على أجزاء عضوية وغير عضوية ويحتوي على: أشكال قابلة للذوبان في الماء من البوتاسيوم والفوسفور والكالسيوم والحديد وغيرها الكثير. والبعض الآخر، الأحماض العضوية (الجلوتاميك والجليسيك والبتروسيلينيك وغيرها الكثير). يمكن أن ينعكس المكون غير العضوي لشيلاجيت بالصيغة CaSi (K Na) 5C25H5O26 مع مكون عضوي C6H6O3.

## الأنواع
تكوين الشيلاجيت غير مستقر للغاية. تختلف الأنواع حسب الموقع وبالتالي يختلف مظهر الشيلاجيت:
- كوبروليت (شيلاجيت-سالادجي، بامير وألتاي شيلاجيت، شيلاجيت-أسيل، إلخ.) -هو بقايا نباتية وعضوية متحجرة مختلطة بحطام الصخور وتكوينات التربة. يراوح محتوى المستخلصات في الكوبروليت من 10 إلى 30٪ أو أكثر.[9]
- الشيلاجيت-البريشيا صخور خشنة الحبيبات (غالبًا ما تكون مكسورة من الحجر الجيري)، معززة بواسطة كتلة شيلاجيت طينية. محتوى المواد الاستخراجية - من 0.5 إلى 5.0٪[10]
- شيلاجيت متبخر - تشكيلات على شكل قطرات، رقاقات ثلجية وأغشية رقيقة سوداء أو رمادية لامعة، تلطخ سقف وجدران الكهوف والمنافذ والكهوف وغيرها من التجاويف الكبيرة. استخراجه صعب وغير مربح.[10]

## الأصل
يُعتقد أنه في عهد الملك الفارسي فريدون، حُدد أصل الشيلاجيت في علم الأحياء: من خلال معدل التئام الكسر في الحيوانات الصغيرة بعد تشحيم منطقة الكسر بمزيج من الشيلاجيت وزيت الورد. مع الشيلاجيت عالي الجودة، يُزعم أن الكسر شُفي في غضون يوم تقريبًا. أوصى أرسطو وفقًا للأسطورة، باستخدام الشيلاجيت للعلاج فقط بعد اختباره من حيث الجودة: يجب تشحيم الأجزاء المقطوعة من كبد الكبش المقطوع حديثًا بالموميو وربطها. إذا كان الشيلاجيت نظيف وذا جودة عالية، فيجب أن تلتصق قطع الكبد معًا على الفور.
كتب البيروني: «... يذوب (الشيلاجيت) في خليط من الزيت والخل ويمسح به على تشريح الكبد؛ ثم يتذوقون الكبد بالسكين وتكون قوة المفصل علامة على جودته العالية».
أكثر عمليات تزويرالشيلاجيت شيوعًا: خليط من زيت نبق البحر واللحوم المعلبة ومصل الدم والعكبر والسكر المحروق وطبقة تربة الدبال في منطقة الأرض غير السوداء والطين والرمل، أو فضلات القوارض الصغيرة.

## الاستخدام الطبي

### في الطب الشعبي والبديل
استخدم الشيلاجيت منذ العصور القديمة للأغراض الطبية في الطب الشعبي في أفغانستان والهند وإيران والصين وآسيا الوسطى والتبت. كتب ابن سينا وأرسطو والبيروني والرازي، على وجه الخصوص، في كتاباتهم عن تأثير الشفاء بالشيلاجيت في أمراض مختلفة. يُعتقد أن الشيلاجيت له تأثير تقوية عام ومضاد للالتهابات ويعزز عمليات الحماية والتجديد والتعويض في الجسم ويساعد في علاج الربو القصبي والأمراض المزمنة في الجهاز التنفسي والجهاز الهضمي والجلد وحصى الكلى، لتسريع الشفاء من كسور العظام. يمكن تناول الشيلاجيت داخليًا، حيث أُذيب مسبقًا في الماء أو الحليب أو العصير أو الشاي وخارجيا، من خلال القطرات والكريمات والمراهم والأقنعة.

## الفوائد
يحسن من صحة القلب ويعزز من وظيفة الدماغ، يخفف من شعور الجسم بالتعب ويحارب سرطان الكبد، يتمتع بخصائص مضادة للفيروسات، يدعم الخصوبة، يعزز مستويات هرمون التستوستيرون، يعزز الأداء، يحمي القلب، يدعم الذاكرة، يشجع التمتع بالصحة في مرحلة الشيخوخة، يقلل من الضغط عصبي، التهاب المفاصل، اضطرابات الجهاز البولي التناسلي، اضطرابات هضمية، حصى الكلى، الربو، ضعف الغدة الدرقية وهو مضاد للجراثيم و مكافح لها، يجدد الجسم وكذلك العقل، مكافحة الشيخوخة (العقلية والبدنية على حد سواء). يزيد من عمل وامتصاص الأعشاب الأخرى، يرفع طاقة الجسم وينشط الكبد والمخ بعد نصف ساعة. مشروب طاقة طبيعي١٠٠٪
يزيد من افراز الدوبامين (هرمون السعادة).
الشيلاجيت مفيد أيضا للنساء من خلال العديد من الفوائد منها أنه يشفي العقم، يحسن الدورة الشهرية غير النظامية، يوفر القوة ويحسن أعراض نقص الكالسيوم، يساعدهن على البقاء في كامل عطائهن حتى بعد ساعات طويلة من العمل، يقلل من أعراض الشيخوخة مثل التجاعيد وفقدان الشعر، كما ويحسن كثافة العظام ويقلل من آثار التهاب المفاصل.

## الأضرار
لا أضرار ومخاطر واضحة لاستخدام الشيلاجيت، لكن هنالك مخاوف بأن استخدام هذه المادة يزيد من حمض اليوريك في الجسم، مما قد يزيد من خطر الإصابة بالنقرس وقد يكون من الأنسب أن يبتعد المصابون بارتفاع مستوى الحديد في الدم عن استخدام الشيلاجيت بسبب محتواه المرتفع من معدن الحديد، كما أنه يجب ابتعاد كل من النساء الحوامل والمرضعات والأطفال عن استخدام هذه المادة.
تاريخيًا، استخدم الشيلاجيت دواء في الطب في الهند القديمة واليونان القديمة والشرق العربي في العصور الوسطى. وفي الاتحاد السوفيتي، دُرس الشيلاجيت أساسًا في أماكن استخدامه التقليدي (طشقند، فرونزي، دوشنبه). أُجريت دراسات مماثلة في الهند أيضًا، لكن لا يوجد دليل قاطع على وجود نشاط بيولوجي. لم يُقدم الشيلاجيت، على الرغم من الاعتراف بالحاجة إلى مزيد من البحث لتوضيح خصائصه المضاد للأكسدة والمعدّلة للمناعة.
يستخدم الشيلاجيت دواء فقط في الطب الشعبي والبديل.